# Earl Cooper (football américain)
Pour le pilote automobile, voir Earl Cooper (pilote automobile).
(en) Statistiques sur pro-football-reference
Marion Earl Cooper (né le 17 septembre 1957 à Giddings) est un joueur américain de football américain.

## Biographie

### Carrière professionnelle

#### 49ers de San Francisco (1980-1985)
Cooper débute en 1980, il joue tous les matchs de la saison et aligne des statistiques impressionnantes où il marque 9 touchdowns (5 sur un rush et 4 sur une passe); les 49ers ne se qualifient pas pour autant. La saison 1981 marque un tournant, puisque San Francisco finit premier de sa poule NFC West, et élimine les Giants de New York au premier tour 38 à 24 et les Cowboys de Dallas en finale de la conférence NFC par la marque 28-27. Cooper remporte avec ses coéquipiers le Super Bowl XVI notamment grâce à Joe Montana qui sera désigné MVP du match. Cooper marquera un touchdown lors de ce match sur une passe de Montana de 11 yards et portera le score à 13-0 (14-0 après le kick). Les 49ers battent les Bengals de Cincinnati 26-21.
La saison 1982 voit une surprise puisque San Francisco ne se qualifie pas. En 1983, passe dans son tour, bat les Lions de Détroit au premier tour, mais chute face au Redskins de Washington en finale de conférence 24-21. San Francisco réédite son exploit de 1981; les 49ers dominent leur poule (15 victoires pour une défaite) et passe le premier tour 21-10 contre les Giants de New York et la finale de conférence sans problème 21-0 contre les Bears de Chicago. Les 49ers toujours emmené par Montana gagnent le Super Bowl XIX sur un score de 38-14 contre les Dolphins de Miami.
La saison 1985 commence bien pour les Chiefs qui finissent premier de la poule, mais sont éliminés dans la Wild Card par les Giants de New York 17-3.

#### Fin de carrière chez les Raiders (1986)
Il arrive à Los Angeles pour la saison 1986, mais Cooper ne dispute que cinq matchs et l'équipe finit 4e de la AFC Ouest.